# Polykulturní lokalita
Polykulturní lokalita je v archeologii lokalita, která byla osídlena, vícekrát v průběhu dějin, různými kulturami. Tyto kultury si ji většinou vybraly pro její výhodné přírodní podmínky (blízkost vody, orientace apod.), často bez vědomí o minulém osídlení.
Příkladem takové lokality jsou Těšetice-Kyjovice.